# Arnekanaal
Het Arnekanaal, wordt ook wel Zijkanaal naar Arnemuiden of Kanaal door de Oude Arne genoemd, is een tegelijktijdig met het Kanaal door Walcheren in 1873 aangelegde aftakking van dit zelfde Kanaal door Walcheren.

## Kenmerken
Het kanaal ligt volledig in de gemeente Middelburg en heeft een lengte van 2,9 kilometer naar Arnemuiden, of 3,2 kilometer naar Nieuw- en Sint Joosland (Nieuwlandse Haven). Het kanaal loopt vanaf het Kanaal door Walcheren eerst in zuidoostelijke richting waar het kanaal, na twee bruggen en een slinger eindigt op een splitsing. Hier kan men in zuidwestelijke richting naar Nieuw- en Sint Joosland of in oostelijke richting naar Arnemuiden.
Het kanaal is bevaarbaar voor schepen van CEMT-klasse Va van het Kanaal door Walcheren tot de bruggen, er is een loskade. Vanaf de bruggen tot Arnemuiden is het klasse II, en de tak naar Nieuw- en Sint Joosland is geschikt voor klasse 0.
Ten westen van het Arnekanaal liggen de industrieterreinen Arnestein I en II. 

### Bruggen
Over het Arnekanaal liggen twee beweegbare bruggen die op afstand bediend worden door de Nautische Centrale Vlissingen:
- Arnebrug (basculebrug)
- Spoorbrug Arnemuiden (draaibrug)